# テンタクルズ
『テンタクルズ』（原題：Tentacles / Tentacoli）は、オリヴァー・ヘルマン監督による1977年公開のイタリア・アメリカ合衆国合作のパニック・ホラー映画。

## 概要
タイトルの意味はタコ・イカなどの触手を意味するもので、当時人食いサメによる大混乱と恐怖を描いた映画『ジョーズ』の大ヒットにより、いろいろな動物が人間を襲う「動物パニック映画」が量産されていた（大ハイイログマが森林公園で暴れる『グリズリー』など）。本作はこの流れに乗る形で製作され、ジョン・ヒューストン、シェリー・ウィンタース、ヘンリー・フォンダといったベテラン俳優が出演したが、全くの凡作に終わった。「突然水中から食い荒らされた死体が上がる」などのショックシーンには『ジョーズ』の影響が見て取れる。宣伝ポスターは生頼範義が手掛けている。

## あらすじ
7月、カリフォルニア州の海沿いの町で、人々が次々と“何か”に海へ引きずり込まれる事件が相次いだ。
ベテラン新聞記者のネッド・ターナーは調査を進めるうち、トロージャン・トンネル会社が建設中の海底トンネルに行き着く。一方、トロージャン社のホワイトヘッド社長から調査依頼を受けた海洋学者のウィル・グリーソンも調査に乗り出すが、現地調査に向かった2人の部下が“何か”に襲われる。
さらに調査を進めていたネッドとロバーズ警部は、“何か”に襲われた人たちが皆無線またはラジオを聞いていた事をつきとめ、海中調査を行ったウィルも、トロージャン社が使用していた電気振動装置のせいで魚が逆立ちした状態で大量死しているのを見つける。これによって、“何か”が目を覚ましたようだ。
その頃、ネッドの妹ティリーの息子トミーたちが参加した少年ヨットレースの最中、ついにその“何か”＝巨大なタコが姿を現した。トロージャン社が使用していた電気振動装置の起こした異常周波数で本能を狂わされて目覚め、凶暴化して人々を襲っていたのだった。参加者のヨットは次々に転覆させられ、トミーの友人が帰らぬ人となった。
大ダコの襲撃で妻ヴィッキーをも失ったウィルは大ダコの退治を決意し、水中銃を手に海中へと潜るが、大ダコは棲家としている岩礁地帯で大規模な落石を起こし、ウィルたちを追い詰める。落石に挟まれ絶体絶命に陥ったウィルたちの前に、事前に放たれた水族館の2頭のシャチが助けに現れ、大ダコに立ち向かう。大ダコはシャチにバラバラに食いちぎられて倒された。

## キャスト
| 役名                   | 俳優                   | 日本語吹替                                                         | 日本語吹替                                                                      | 日本語吹替 |
| 役名                   | 俳優                   | 東京12ch版                                                         | TBS版                                                                           |            |
| ---------------------- | ---------------------- | ------------------------------------------------------------------ | ------------------------------------------------------------------------------- | ---------- |
| ネッド・ターナー       | ジョン・ヒューストン   | 北村弘一                                                           | 北村弘一                                                                        |            |
| ティリー・ターナー     | シェリー・ウィンタース | 近藤多佳子                                                         | 高村章子                                                                        |            |
| ホワイトヘッド         | ヘンリー・フォンダ     | 真木恭介                                                           | 納谷悟朗                                                                        |            |
| ロバーズ警部           | クロード・エイキンス   | 峰恵研                                                             | 峰恵研                                                                          |            |
| ウィル・グリーソン     | ボー・ホプキンス       | 森川公也                                                           | 小林勝彦                                                                        |            |
| ヴィッキー・グリーソン | デリア・ボッカルド     | 火野捷子                                                           | 山田栄子                                                                        |            |
| ジョン・コーリー       | チェザーレ・ダノーヴァ | 安田隆                                                             | 仲木隆司                                                                        |            |
| ジュディ               | シェリー・ブキャナン   | 芝田清子                                                           | 小宮和枝                                                                        |            |
| マイク                 | アラン・ボイド         | 津嘉山正種                                                         | 池田秀一                                                                        |            |
| 不明 その他            |                        | たてかべ和也 増岡弘 野崎貴美子 広瀬正志 宮下勝 有馬瑞子 鈴木れい子 | 鈴木れい子 たてかべ和也 荘司美代子 加藤正之 亀山助清 塚田正昭 川浪葉子 幹本雄之 |            |
|                        |                        |                                                                    |                                                                                 |            |
| 演出                   | 演出                   | 高桑慎一郎                                                         | 高桑慎一郎                                                                      |            |
| 翻訳                   | 翻訳                   | 宇津木道子                                                         | 宇津木道子                                                                      |            |
| 効果                   | 効果                   | 南部光庸 大橋勝次                                                  | 南部光庸 大橋勝次                                                               |            |
| 調整                   | 調整                   | 兼子芳博                                                           | 村田弘之                                                                        |            |
| 制作                   | 制作                   | ザック・プロモーション                                             | ザック・プロモーション                                                          |            |
| 解説                   | 解説                   | 倉益琢真                                                           | 荻昌弘                                                                          |            |
| 初回放送               | 初回放送               | 1978年10月12日 『木曜洋画劇場』 21:00-22:54                        | 1982年10月11日 『月曜ロードショー』 21:00-22:55                                 |            |

※スティングレイ発売のBDには、2種類の吹替を全て収録

## コミカライズ
月刊少年チャンピオン1977年7月号に居村真二による読み切り作品が掲載された。

## 映像ソフト
- テンタクルズ40周年特別版 【Blu-ray】（2017年9月22日、STDF-0047、株式会社スティングレイ）